# Magistralinis kelias A9
La Magistralinis kelias A9 è una strada maestra della Lituania. Collega Panevėžys a Šiauliai, passando per Radviliškis. La lunghezza del tratto è di 78,94 km.

## Descrizione

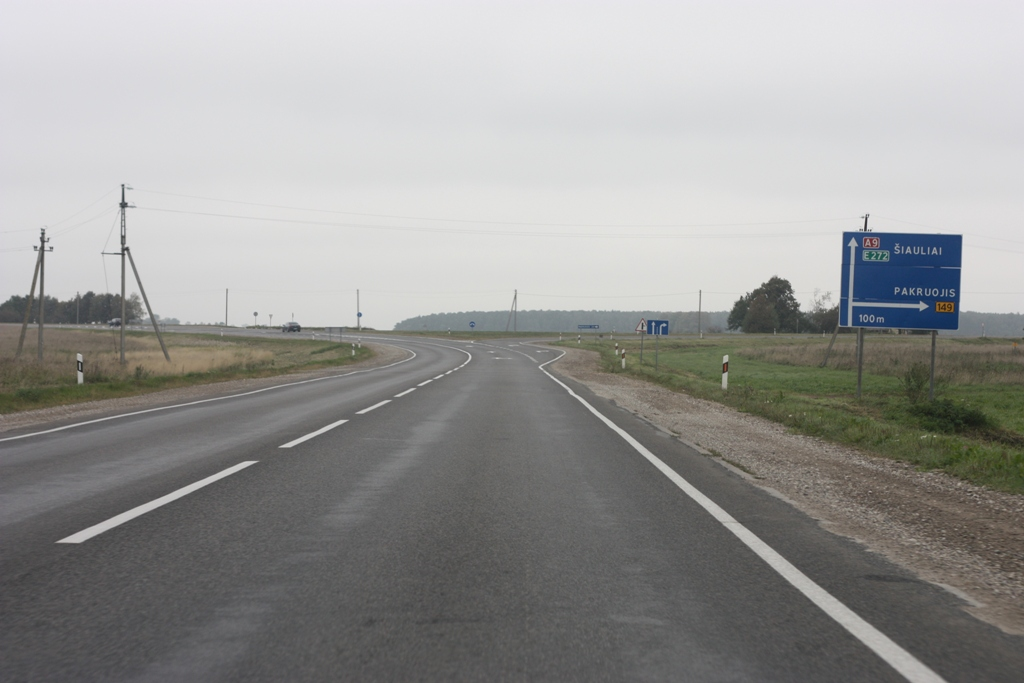
La A9 all’altezza di Smilgiai

Il tratto stradale tra Radviliškis e Šiauliai ha caratteristiche autostradali (2 corsie per carreggiata), con un limite di velocità di 120 km/h. Il governo lituano sta ipotizzando di portare a standard autostradali anche la tratta in direzione di Šeduva dopo aver superato Radviliškis.
La A9 rientra nella strada europea E28.